# Paso de las Limas
Paso de las Limas är en ort i Mexiko.   Den ligger i kommunen Papantla och delstaten Veracruz, i den sydöstra delen av landet, 230 km öster om huvudstaden Mexico City. Paso de las Limas ligger 66 meter över havet och antalet invånare är 308.
Terrängen runt Paso de las Limas är platt åt nordost, men åt sydväst är den kuperad. Runt Paso de las Limas är det ganska tätbefolkat, med 230 invånare per kvadratkilometer. Närmaste större samhälle är Gutiérrez Zamora, 19,0 km norr om Paso de las Limas. Omgivningarna runt Paso de las Limas är en mosaik av jordbruksmark och naturlig växtlighet.